# Route magistrale 46 (Serbie)
Pour les articles homonymes, voir M46 et Route 46.
La Route Magistrale 46 (en serbe : Државни пут ІВ реда број 46, Državni put IB reda broj 46 ; Магистрала број 46, Magistrala broj 46) est une route nationale de Serbie qui relie entre elles Ravni Gaj près du village serbe de Vučkovica jusqu’au village de Mrčajevci près de Čačak.
À ce jour, elle ne comporte aucune section autoroutière (Voie Rapide en 2 x 2 voies).